# Metisergida
La metisergida, vendida bajo las marcas comerciales Deseril y Sansert, es un medicamento monoaminérgico semisintético de los grupos ergolina y lisergamida que se indica en la profilaxis y el tratamiento de la migraña y el tipo de cefaleas en racimos. Ha sido retirado del mercado en los Estados Unidos y Canadá debido a efectos adversos.
Ya no se recomienda la metisergida como protocolo de tratamiento de primera línea para las migrañas o las cefaleas en racimo, ya que los efectos secundarios se informaron por primera vez con el uso a largo plazo a fines de la década de 1960 y los tratamientos basados en la ergotamina cayó en desfavor para el tratamiento de las migrañas especialmente con la llegada al mercado de los triptanos en los años 1980.

## Indicaciones
La metisergida se usa exclusivamente para tratar la migraña episódica y crónica y para las cefaleas en brotes episódicas y crónicas. La metisergida es uno de los medicamentos más efectivos para la prevención de la migraña, pero no está diseñada para el tratamiento de un ataque agudo. Se indica para su uso diario como medicamento preventivo.

### Migrañas y dolores de cabeza en racimo
La metisergida se ha conocido como un tratamiento eficaz para la migraña y la cefalea en brotes durante más de 50 años. En 2014 la Agencia Europea de Medicamentos recomendó restringir el uso de la metisergida debido a sospechas de larga data sobre su seguridad. Para evaluar la necesidad de una disponibilidad continua de metisergida, la International Headache Society realizó una encuesta electrónica entre sus miembros profesionales.
La encuesta reveló que el 71,3 % de todos los encuestados había recetado alguna vez metisergida y el 79,8 % la recomendaría si estuviera disponible. Los encuestados lo usaron más en la cefalea en brotes que en la migraña, y lo reservaron para su uso en pacientes refractarios.
La Agencia Europea de Medicamentos concluyó que la gran mayoría de los expertos en dolor de cabeza en esta encuesta consideraron a la metisergida como una opción de tratamiento única para poblaciones específicas para las que no hay alternativas, con una necesidad urgente de continuar su disponibilidad.
Las pautas actualizadas publicadas por el National Health Service Migraine Trust de Gran Bretaña en 2014 recomendaron que los medicamentos con metisergida ahora solo se usen para prevenir la migraña grave intratable y la cefalea en racimos cuando los medicamentos estándar han fallado.

### Otros usos
La metisergida también se usa en el síndrome carcinoide, específicamente para el manejo de la diarrea severa.

## Efectos adversos
La metisergida tiene un efecto secundario conocido, fibrosis retroperitoneal/fibrosis retropulmonar, que es grave, aunque poco común. Se ha estimado que este efecto secundario ocurre en 1/5000 pacientes que usan el medicamento. Además, existe un mayor riesgo de disfunción de la válvula cardíaca del lado izquierdo.
Otros efectos adversos incluyen dolor en las piernas, náusea, edema periférico, parestesias y dolor de pecho. Para reducir la incidencia de reacción fibrótica, se instalaba una ventana terapéutica de 2 o más meses después de 5 a 6 meses de terapia continua con imágenes periódicas del tórax y la cavidad abdominal y el control de la función renal.

## Farmacología

### Farmacodinámica
La metisergida interactúa con la serotonina a nivel de los receptores 5-HT1A, 5-HT1B, 5-HT1D, 5-HT1E, 5-HT1F, 5-HT2A, 5-HT2B, 5-HT2C, 5-HT5A, los receptores 5-HT6 y 5-HT7 y los receptores adrenérgicos α2A-, α2B- y α2C-. No tiene afinidad significativa por los receptores humanos 5-HT3, dopamina, α1-adrenérgicos, β-adrenérgicos, acetilcolina, GABA, glutamato, cannabinoides o histamínicos, ni por los transportadores de monoaminas. La metisergida es un agonista de los receptores 5-HT 1, incluido un agonista parcial del receptor 5-HT1A, y es un antagonista de los receptores 5-HT2A, 5-HT2B, 5-HT2C y 5-HT7. La metisergida se metaboliza en metilergometrina en humanos, que a diferencia de la metisergida es un agonista parcial de los receptores 5-HT2A y 5-HT2B y también interactúa con varios otros objetivos.
La metisergida antagoniza los efectos de la serotonina en los vasos sanguíneos y el músculo liso gastrointestinal, pero tiene pocas de las propiedades de otros alcaloides del cornezuelo de centeno. Se cree que el metabolismo de la metisergida en metilergonovina es responsable de los efectos antimigrañosos de la metisergida. La metilergonovina parece ser 10 veces más potente que la metisergida como agonista de los receptores 5-HT1B y 5-HT1D y tiene mayor eficacia intrínseca en la activación de estos receptores. La metisergida produce efectos psicodélicos en dosis altas (3,5–7,5 mg). Se considera que el metabolismo de la metisergida en metilergometrina es responsable de los efectos psicodélicos de la metisergida. Los efectos psicodélicos se pueden atribuir específicamente a la activación del receptor 5-HT2A. El medicamento puede activar el receptor 5-HT2B debido al metabolismo en metilergometrina y por esta razón se ha asociado con valvulopatía cardíaca. Se cree que el antagonismo del receptor de serotonina por parte de la metisergida no es capaz de superar el agonismo del receptor de serotonina de la metilergonovina debido a los niveles mucho más altos de metilergonovina durante la terapia con metisergida.
| Receptor | Afinidad (Ki [nM]) | Eficacia (Emax [%]) | Acción                                          |
| --- | ------------------ | ------------------- | ----------------------------------------------- |
| 5-HT1A | 14–25              | 89 %                | Agonista completo o parcial                     |
| 5-HT1B | 2.5–162            | ?                   | Agonista completo                               |
| 5-HT1D | 3.6–93             | 50                  | Agonista parcial                                |
| 5-HT1E | 59–324             | ?                   | Agonista completo                               |
| 5-HT1F | 34                 | ?                   | Agonista completo                               |
| 5-HT2A | 1.6–104            | 0                   | Antagonista o agonista                          |
| 5-HT2B | 0.1–150            | 0–20                | Antagonista silencioso o agonista parcial débil |
| 5-HT2C | 0.95–4.5           | 0                   | Silent antagonist                               |
| 5-HT3 | >10 000            | –                   | –                                               |
| 5-HT5A | >10 000            | –                   | Antagonista                                     |
| 5-HT5B | 41–1,000           | ?                   | ?                                               |
| 5-HT6 | 30–372             | ?                   | ?                                               |
| 5-HT7 | 30–83              | ?                   | Antagonista                                     |
| α1A | >10 000            | –                   | –                                               |
| α1B | >10 000            | –                   | –                                               |
| α1D | ?                  | ?                   | ?                                               |
| α2A | 170–>1000          | ?                   | ?                                               |
| α2B | 106                | ?                   | ?                                               |
| α2C | 88                 | ?                   | ?                                               |
| β1 | >10 000            | –                   | –                                               |
| β2 | >10 000            | –                   | –                                               |
| D1 | 290                | ?                   | ?                                               |
| D2 | 200–>10 000        | ?                   | ?                                               |
| D3 | >10 000            | –                   | –                                               |
| D4 | >10 000            | –                   | –                                               |
| D5 | >10 000            | –                   | –                                               |
| H1 | 3000–>10 000       | ?                   | ?                                               |
| H2 | >10 000            | –                   | –                                               |
| M1 | 5459               | ?                   | ?                                               |
| M2 | 6126               | ?                   | ?                                               |
| M3 | 4632               | ?                   | ?                                               |
| M4 | >10 000            | –                   | –                                               |
| M5 | >10 000            | –                   | –                                               |
| Nota: Notas: Todos los sitios son humanos excepto 5-HT5B (ratón/rata, sin equivalente humano) y D3 (rata). Afinidad insignificante (>10 000 nM) por varios otros receptores (GABA, glutamato, acetilcolina nicotínica, prostanoides) y por los transportadores de monoaminas (SERT, NET, DAT). El principal metabolito activo de la metisergida, la metilergometrina, también contribuye a su actividad, sobre todo al agonismo parcial de los receptores 5-HT2A y 5-HT2B. |                    |                     |                                                 |

### Farmacocinética
La biodisponibilidad oral de la metisergida es del 13 % debido al alto metabolismo de primer paso en metilergometrina. La metisergida produce metilergometrina como principal metabolito activo. Los niveles de metilergometrina son aproximadamente 10 veces más altos que los de metisergida durante la terapia con metisergida. Como tal, la metisergida puede considerarse un profármaco de la metilergonovina. La vida media de eliminación de la metilergonovina es casi cuatro veces más larga que la de la metisergida.

## Química
Metisergida, también conocida como N -[(2 S )-1-hidroxibutan-2-il]-1,6-dimetil-9,10-didehidroergolina-8α-carboxamida o N -(1-(hidroximetil)propil)-1 -metil- D -lisergamida, es un derivado de las ergolinas y lisergamidas y está relacionado estructuralmente con otros miembros de estas familias, por ejemplo, la dietilamida del ácido lisérgico (LSD).

## Historia
La teoría de la vasodilatación en la migraña de Harold Wolff es bien conocida. Menos conocida es su búsqueda de un factor perivascular que dañaría los tejidos locales y aumentaría la sensibilidad al dolor durante los ataques de migraña. Se encontró que la serotonina estaba entre los agentes candidatos para ser incluidos.
En el mismo período se aisló la serotonina (1948) y, por sus acciones, se necesitó un fármaco anti-serotonina.
La metisergida se sintetizó a partir del ácido lisérgico añadiendo un grupo metilo y un grupo butanolamid. Esto dio como resultado un compuesto con selectividad y alta potencia como inhibidor de la serotonina (5-HT). Basado en la posible participación de la serotonina en los ataques de migraña, Sicuteri lo introdujo en 1959 como un medicamento preventivo para la migraña. El efecto clínico fue a menudo excelente, pero 5 años más tarde se descubrió que causaba fibrosis retroperitoneal después de la ingesta crónica.
En consecuencia, el uso del fármaco en la migraña disminuyó considerablemente, pero todavía se usaba como antagonista de 5-HT en estudios experimentales. En 1974 Saxena demostró que la metisergida tenía un efecto vasoconstrictor selectivo en el lecho carotídeo y en 1984 encontró un receptor atípico. Este hallazgo proporcionó un incentivo para el desarrollo de sumatriptán.
Novartis lo retiró del mercado estadounidense después de hacerse cargo de Sandoz, pero actualmente lo cataloga como un producto descontinuado.

### Producción y disponibilidad
La producción estadounidense de metisergida (Sansert) se suspendió por cuenta del fabricante en 2002. Sansert había sido producido anteriormente por Sandoz, que se fusionó con Ciba-Geigy en 1996 y condujo a la creación de Novartis. En 2003, Novartis unificó sus negocios globales de genéricos bajo una sola marca global, con el nombre y la línea de productos Sandoz revisados y restablecidos.

## Cultura y sociedad

### Controversia
La metisergida ha sido un tratamiento eficaz para la migraña y la cefalea en racimos durante más de 50 años, pero se ha suprimido sistemáticamente del mercado de la migraña y la cefalea en racimos durante más de 15 años debido a problemas de seguridad de riesgo/beneficio no calificados.
Muchos citan los posibles efectos secundarios de la fibrosis retroperitoneal/retropulmonar como la razón principal por la que la metisergida ya no se prescribe con frecuencia, pero la fibrosis retroperitoneal y la fibrosis retropulmonar se documentaron como efectos secundarios ya en 1966, y 1967, respectivamente.